# Moulins-sur-Ouanne
Moulins-sur-Ouanne är en kommun i departementet Yonne i regionen Bourgogne-Franche-Comté i norra Frankrike. Kommunen ligger i kantonen Toucy som tillhör arrondissementet Auxerre. År 2022 hade Moulins-sur-Ouanne 279 invånare.

## Befolkningsutveckling
Antalet invånare i kommunen Moulins-sur-Ouanne
| Referens: INSEE |